# Pierre Depage
Pierre Frédéric Emile Depage (Brussel, 3 november 1894 - 11 maart 1979) was een Belgisch senator.

## Levensloop
Pierre Depage was een zoon van de arts, hoogleraar en liberaal senator Antoine Depage.
Hij promoveerde tot doctor in de geneeskunde. Zijn vader was een van de stichters van de boy-scouts in België en Depage werd enthousiast lid van de eerste troep, die gesticht was door Harold Parfitt.
Tijdens de Eerste Wereldoorlog stond hij zijn vader bij in de Clinique de l'Océan in De Panne. Na de oorlog werd hij de leider van de scoutstroep waar hij lid van was. Vervolgens werd hij bij herhaling nationaal commissaris of voorzitter van het uitvoerend comité van de Boy-Scouts van België (BSB). Hij was dit ook nog tijdens de Tweede Wereldoorlog.
Op het professionele vlak werd hij medestichter in 1928 van de Société Belge de Gastro-entérologie. In 1926 werd hij tot arts benoemd in de ziekenhuizen van de stad Brussel. 
Na de Tweede Wereldoorlog sloot hij zich aan bij de Kommunistische Partij van België. In februari 1946 voerde hij de lijst van de partij aan en werd verkozen tot communistisch senator voor het arrondissement Brussel. Hij nam ontslag in mei 1947. 
Hij was op dat ogenblik ook voorzitter van het Belgische Rode Kruis en zorgde ervoor dat België, als enig westers land, in de internationale instanties van het Rode Kruis de stellingen bijtrad van de Sovjet-Unie en zijn satellietstaten. Samen met deze landen weigerde het Belgische Rode Kruis in augustus 1948 aan de internationale bijeenkomst van het Rode Kruis in Stockholm deel te nemen.
Het is waarschijnlijk (hoewel hierover niets is terug te vinden) dat Depage brak met de communisten en einde 1948 uitweek naar de Verenigde Staten. Hij staat alvast vermeld op een lijst bekend onder de hoofding U.S. Subject Index to Correspondence and Case Files of the Immigration and Naturalization Service, 1903-1959. Hij kan natuurlijk ook voorkomen als correspondent betreffende iemand anders.
In 1950 stond hij aan het hoofd van een missie van de Verenigde Naties in Syrië de United Nations Relief and Work Agency (UNRWA), die zich bezighield met het verlenen van bijstand en het zoeken naar werk voor de uit Israël gevluchte Palestijnen.